# Psychotria bimbiensis
Psychotria bimbiensis är en måreväxtart som beskrevs av Diane Mary Bridson och Martin Roy Cheek. Psychotria bimbiensis ingår i släktet Psychotria och familjen måreväxter. Inga underarter finns listade i Catalogue of Life.